# Pomone

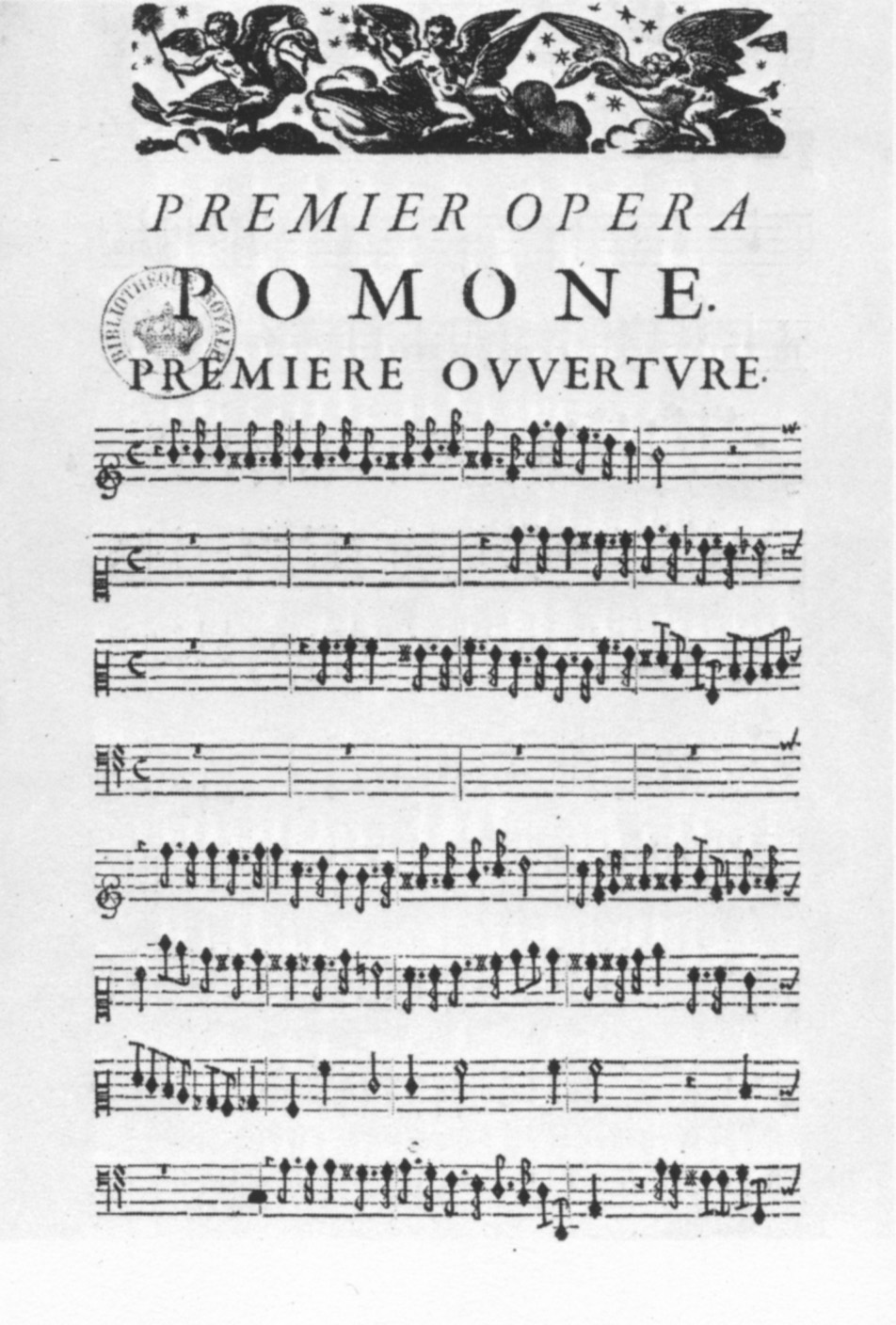
Prima pagina della partitura

Pomone (Pomona) è un'opera pastorale barocca, in un prologo e cinque atti di Robert Cambert su libretto di Pierre Perrin. È stata descritta come "effettivamente la prima opera francese".

## Storia
Fu eseguita per la prima volta a Parigi al teatro Jeu de Paume de la Bouteille, facente parte dell'Académie d'Opéra di Cambert e Perrin, il 3 marzo 1671. La produzione prevedeva balletti coreografati da Des Brosses e scenografie e macchinari progettati da Alexandre de Rieux, Marchese de Sourdéac. La novità dell'opera attirò un vasto pubblico e l'opera godette di 146 spettacoli durante gli otto mesi della sua produzione. La partitura di Pomone è sopravvissuta solo in parte.
Furono fatti tentativi per introdurre l'opera lirica italiana in Francia a metà del XVII secolo, ma il pubblico francese non aveva gradito il genere, preferendo la propria forma di teatro musicale, il ballet de cour, un balletto contenente elementi cantati. 
Tuttavia alcuni compositori francesi iniziarono a sperimentare lo sviluppo di un'opera che si adattasse meglio ai gusti nazionali. Il 28 giugno 1669, Re Luigi XIV aveva concesso a Perrin ed alla sua Académie d'Opéra il monopolio per l'esecuzione di opere sul palcoscenico parigino.
Pomone fu la prima produzione dell'Académie. Conteneva molte delle caratteristiche a cui il pubblico era abituato nel ballet de cour: danza, spettacolari effetti scenici e ricchi costumi. Le innovazioni furono la sostituzione del dialogo parlato con il recitativo e l'uso di complessi vocali più complicati. Il tema pastorale dell'opera non era nuovo, per esempio Cambert aveva già composto musica per un'opera teatrale chiamata Pastorale d'Issy nel 1659.
Nonostante il successo di Pomone, Perrin si imbatté presto in difficoltà finanziarie. L'Académie mise in scena un'altra opera con musica di Cambert, Les peines et les plaisirs de l'Amour, all'inizio del 1672, ma il re revocò allora il monopolio di Perrin sulla produzione delle opere e lo trasferì al suo compositore preferito, Jean-Baptiste Lully, che avrebbe avuto maggiore successo nello stabilire una tradizione operistica francese duratura.
Cambert con il suo allievo Louis Grabu si trasferì a Londra, dove mise in scena una versione di Pomone con musica aggiuntiva di Grabu.

## Ruoli
| Ruolo                                                     | Tipo di voce     | Cast della prima rappresentazione, 3 marzo 1671 |
| --------------------------------------------------------- | ---------------- | ----------------------------------------------- |
| Pomone (Pomona), dea della frutta                         | soprano          | Marie-Madeleine Jossier, called "Cartilly"      |
| Flore (Flora), dea dei fiori, sorella di Pomone           | soprano          |                                                 |
| Vertumne (Vertumno), dio dei Lares, innamorato di Pomone  | basso (baritono) | François Beaumavielle                           |
| Faune (Fauno), dio dei paesani, innamorato di Pomone      | basso            | Pierre Rossignol                                |
| Dieu des Jardins (Dio dei giardini), innamorato di Pomone |                  |                                                 |
| Juturne, una ninfa di Pomone                              |                  |                                                 |
| Venilie, una ninfa di Pomone                              |                  |                                                 |
| Beroé, nutrice di Pomone                                  |                  |                                                 |

## Trama
Vertumne è innamorato di Pomone e la nutrice di Pomone Beroé è innamorata di Vertumne. Vertumne assume vari travestimenti nei suoi tentativi di sedurre Pomone: un drago, Plutone, Bacco. Ci riesce solo quando si maschera da Beroé, perché Pomone non può rifiutare un bacio alla sua vecchia nutrice.

## Incisioni
I 30 minuti di musica che sono sopravvissuti sono stati registrati da Hugo Reyne, alla guida de La Simphonie du Marais, su un set di 2 CD contenente anche Les Fête de l'Amour et de Bacchus di Jean-Baptiste Lully (Accord, 2004)